# Uma’ lung
L’uma’ lung est une langue austronésienne parlée en Indonésie, dans le Kalimantan oriental, sur les cours supérieurs du Malinau et du Pujungan. La langue appartient à la branche malayo-polynésienne des langues austronésiennes.

## Classification
L'uma’ lung est une des langues kenyah. Pour Blust, elles font partie des langues sarawak du Nord. Ces dernières sont un des membres du groupe des langues bornéo du Nord.

## Phonologie
Les tableaux présentent la phonologie de l'uma’ lung

### Voyelles
|         | Antérieure | Centrale | Postérieure |
| ------- | ---------- | -------- | ----------- |
| Fermée  | i [i]      | e [ɯ]    | u [u]       |
| Moyenne | e [e]      | e [ə]    | ó [o]       |
| Ouverte | è [ɛ]      | a [a]    | ò [ɔ]       |

### Consonnes
|              |              | Bilabiales | Dentales | Dorsales | Dorsales | Glottales |
| ------------ | ------------ | ---------- | -------- | -------- | -------- | --------- |
| Palatales    | Vélaires     | Bilabiales | Dentales |          |          | Glottales |
| Occlusives   | Sourde       | p [p]      | t [t]    |          | k [k]    | ʔ [ʔ]     |
| Occlusives   | Sonore       | b [b]      | d [d]    |          | g [g]    |           |
| Fricative    | Sourde       | f [f]      | s [s]    |          |          |           |
| Fricative    | Sonore       | v [v]      | z [z]    |          | gh [ɣ]   |           |
| Affriquée    | Sourde       |            |          | c [t͡ʃ]   |          |           |
| Affriquée    | Sonore       |            |          | j [d͡ʒ]   |          |           |
| Nasale       | Sonore       | m [m]      | n [n]    |          | ng [ŋ]   |           |
| Nasale       | Dévoisée     |            |          |          | ngh [ŋ̥]  |           |
| liquide      | liquide      |            | l [l]    |          |          |           |
| Semi-voyelle | Semi-voyelle | w [w]      |          | y [j]    |          |           |

## Sources
- (en) Blust, Robert, Òma’ Lóngh Historical Phonology, Oceanic Linguistics, 46:1, pp. 1-53, 2007.